# مانوئل باروئکو
مانوئل باروئکو (اسپانیایی: Manuel Barrueco‎؛ زادهٔ ۱۶ دسامبر ۱۹۵۲) موسیقی‌دان، مربی موسیقی، استاد دانشگاه و گیتارنواز کوبایی ساکن ایالات متحده آمریکا است.
وی نواختن گیتار را از سن ۸ سالگی آغاز کرد و در «هنرستان موسیقی استبان سالاس» تحصیل کرد. او با خانواده‌اش در سال ۱۹۶۷ به‌عنوان پناهندهٔ سیاسی به آمریکا مهاجرت کرد و در میامی ساکن شد. در این شهر او گیتارنوازی را زیر نظر «خوان مارکادال» پی گرفت. اندکی بعد خانواده به نیوآرک، نیوجرسی نقل مکان کرد و او در آنجا آموزش گیتار را زیر نظر «رِی دِ لا توره» ادامه داد. وی نخستین اجرای حرفه‌ای خود را در سال ۱۹۷۴ در تالار کارنگی انجام داد و از همان سال مدرس مدرسه موسیقی منهتن شد. وی خودش در سال ۱۹۷۵ از «کنسرتوار موسیقی پیبادی» مدرک کارشناسی موسیقی دریافت کرد و از سال ۱۹۹۰ عضو هیئت علمی همین مؤسسه آموزشی شد.